# Liste des artistes de Monstercat
Cet article répertorie tous les artistes qui ont signé un contrat avec le label Monstercat.
Cette liste est dynamique en ce qu'elle évolue régulièrement et ne sera peut-être jamais complète. Vous pouvez la compléter en citant des sources fiables.

## 0–9
- 7 Minutes Dead[2]

## A
- Ace Aura[3]
- Ad Brown[4]
- Aether[5]
- Aiobahn[6]
- Airdraw[4]
- AK[7]
- Akylla[8]
- A.M.R[9]
- Anamanaguchi[10]
- Jayeson Andel[11]
- Andromedha[12]
- Anevo[13]
- Angara[14]
- Anjulie[15]
- Annix[16]
- Approaching Black[12]
- Archaellum[17]
- Armnhmr[18]
- Asking Alexandria[19]
- Atmozfears[20]
- Attlas[21]
- Au5[22]
- Audioventura[4]
- Aviella[23]

## B
- Bad Computer[24]
- Banaati[12]
- Beauz[25]
- Bensley[26]
- Bishu[15]
- Bleu Clair[27]
- Mister Blonde[28]
- Blood Groove & Kikis[11]
- The Bloody Beetroots[29]
- Ilan Bluestone[30]
- Blugazer[4]
- Boom Jinx[4]
- Bossfight[31]
- Laura Brehm[32]
- David Broaders[12]
- Brandyn Burnette[33]

## C
- Julian Calor[34]
- Candyland[35]
- Case & Point[36]
- Chime[37]
- CloudNone[38]
- CoMa[39]
- Conro[40]
- Cosmaks[12]
- Crankdat[41]
- Crystal Skies[42]
- Leah Culver[43]
- Curbi[44]
- Cyazon[45]
- Cyclops[46]

## D
- Terry Da Libra[4]
- Daktyl[47]
- Dashanikon[4]
- Lani Daye[48]
- Defunk[8]
- Delta Heavy[49]
- Fransis Derelle[50]
- Desert Star[51] (also released as Jay Cosmic)[52]
- Didrick[53]
- Direct[54]
- Dirty Audio[55]
- Dirtyphonics[56]
- Disero[57]
- DJ Dougal[58]
- Dokho[59]
- Draper[60]
- Droeloe[61]
- Droptek[62]
- Madalen Duke[8]
- Dustycloud[63]
- Duumu[64]
- Dwilly[33]
- Dyro[65]

## E
- Rich Edwards[66]
- Eleven.Five[12]
- Elevven[67]
- Elipsa[16]
- Elizaveta[68]
- Ellis[69]
- Elypsis[70]
- Embliss[71]
- Gareth Emery[72]
- Eminence[73]
- Ephixa[74]
- Eptic[75]
- Ero808[8]
- Eskai[67]
- Essenger[45]

## F
- Fairlane[76]
- Tom Fall[12]
- Matt Fax[4]
- Feed Me[77]
- Feint[73]
- Flite[78]
- Fløa[79]
- Flux Pavilion[10]
- Max Flyant[4]
- F.O.O.L[80]
- Foreign Beggars[81]
- Dillon Francis[75]
- Fractal[82]
- Frost[8]
- Pierce Fulton[83]
- The Funk Hunters[8]
- Fwlr[84]

## G
- Gammer[85]
- Wolfgang Gartner[86]
- Gent & Jawns[87]
- Glacier[88]
- Glaue[12]
- Glnna[89]
- Godlands[90]
- Going Quantum[91]
- Good Times Ahead[92]
- Grabbitz[93]
- Grant[94] (formerly Grant Bowtie)[95]
- Bear Grillz[96]
- Guilt Chip[46]

## H
- Habstrakt[97]
- Charlotte Haining[32]
- Half an Orange[98]
- Haliene[72]
- Harold-Alexis[4]
- Hausman[12]
- Haywyre[99]
- Spag Heddy[100]
- Hellberg[101]
- Helloworld[102]
- Jacob Henry[1]
- Hex Cougar[103]
- Hexlogic[4]
- Hoaprox[104]
- Hush[105]

## I
- Masayoshi Iimori[106]
- Ill-esha[8]
- Infected Mushroom[107]
- Intercom[108]
- Inverness[109]

## J
- Jay FM[12]
- Jo.E[4]
- Just a Gent[110]

## K
- Kage[111]
- Karma Fields[112]
- Karra[113]
- Kaskade[114]
- Kayzo[115]
- Kdyn[116]
- Keepsake[117] (stage name of Richard Caddock)
- Kill Paris[118]
- Kill the Noise[119]
- Sullivan King[56]
- Knife Party[120]
- Kobana[11]
- Kohmi[121]
- Kotek[8]
- Koven[122]
- Krewella[123]
- Kumarion[124]
- Kuuro[125]

## L
- Laszlo[126]
- Leotrix[127]
- Juliette Lewis[128]
- Lil Hank[129]
- Lisa Lobsinger[8]
- Lookas[123]
- Loosid[130]
- LTN[131]
- Lumynesynth[132]
- Lvther[133] (formerly TwoThirds)[134]

## M
- Maazel[8]
- Skyler Madison[89]
- GG Magree[135]
- Maliboux[136]
- Mango[134]
- Arielle Maren[137]
- Marsh[4]
- Marshmello[138]
- Cat Martin[4]
- Micah Martin[139]
- Matroda[140]
- Dylan Matthew[100]
- Tylor Maurer[141]
- Mazare[142]
- Mick Mazoo[143]
- McCall[110]
- Meeting Molly[144]
- MeHiLove[12]
- Melano[145]
- Melchi[146]
- Memba[147]
- The Midnight[11]
- Midoca[148]
- Brandon Mignacca[149]
- Miyoki[32]
- Mizar B[4]
- Modestep[150]
- More Plastic[151]
- Icarus Moth[152]
- Mr FijiWiji[153]
- Morten[128]
- Muzz (formerly Muzzy)[154]
- Mylk[155]
- Myrne[156]

## N
- Danyka Nadeau[157]
- Naden[4]
- Shingo Nakamura[1]
- Nanobii[158]
- Nervo[159]
- Nevve[110]
- Nghtmre[160]
- Robert Nickson (as RNX)[161]
- The Night[162]
- Nitro Fun[163]
- Nitti Gritti[164]
- Noisestorm[165]
- Notaker[113]
- Nurko[166]
- Nytrix[167]

## O
- Oblvyn[168]
- OddKidOut[169]
- Justin Oh[170]
- Ookay[171]

## P
- Papa Khan[172]
- Park Avenue[108]
- Pegboard Nerds[159]
- Pixel Terror[173]
- Pixl[174]
- Proff[175]
- Project 46[176]
- Protostar[177]
- Punctual[178]
- Puppet[83]
- Pylot[179]

## Q
- Q'Aila[82]
- Quiet Disorder[180]

## R
- R7cky[181]
- Rameses B[73]
- Razihel[182]
- Reach[183]
- Reaper[184]
- Referna[4]
- Haley Reinhart[185]
- Bella Renee[18]
- Rezonate[176]
- Ricci[186]
- Aaron Richards[187]
- Claire Ridgely[188]
- Riot[189]
- Rival[190]
- Rogue[191]
- Rome in Silver[192]
- Tony Romera[193]
- Rootkit[194]
- Leela Rosa[143]
- Claes Rosen[11]
- Royal & the Serpent[195]
- Meron Ryan[196]

## S
- Sabai[188]
- Said the Sky[197]
- Saint Punk[198]
- San Holo[199]
- Savoi[200]
- Savoy[201]
- Saxsquatch[202]
- Schodt[4]
- Seven Lions[119]
- Jordan Shaw[178]
- ShockOne[29]
- Dan Sieg[11]
- Silent Child[48]
- Sivz[8]
- Skyelle[203]
- Skua[12]
- Slander[100]
- Slippy (formerly Slips & Slurs)[204]
- Slumberjack[205]
- Slushii[23]
- Smalltown DJs[8]
- Smle[206]
- Snavs[207]
- SNR[67]
- So Sus[8]
- Sophon[208]
- Soulji[141]
- Sound Quelle[12]
- David Spekter[209]
- Katrine Stenbekk[4]
- Stendahl[210]
- Stephen[211]
- Fox Stevenson[171]
- Stonebank[212]
- Philip Strand[190]
- Darren Styles[58]
- Subtact[213]
- Summer Was Fun[214] (also released as DotEXE)[215]

## T
- Rylan Taggart[132]
- Taglo[4]
- Tails[216]
- Teddy Killerz[217]
- Throttle[218]
- Dion Timmer[23]
- Tisoki[219]
- Tokyo Machine[220]
- Topi[221]
- Tristam[222]
- Trivecta[223]
- Trove[22]
- TroyBoi[224]
- Tut Tut Child[225]
- Tynan[3]

## U
- Unlike Pluto[226]

## V
- Matt Van[153]
- Varien[32]
- Elle Vee[100]
- Veela[32]
- Veeshy[227]
- Vicetone[185]
- Enviado Vida[4]
- Vin[6]
- Vindata[228]
- Vintage & Morelli[137]

## W
- Stephen Walking[91]
- Zac Waters[229]
- Weird Genius[230]
- Matt Wertz[231]
- Whipped Cream[232]
- Will K[114]
- Wooli[233]
- Wrld[200]
- Wynnwood[12]

## X
- Xilent[234]

## Y
- Yako[235]
- Adam Young[53]
- Anna Yvette[236]

## Z
- Manu Zain[237]
- Zero Hero[238]
- Terry Zhong[239]
- Z:N[4]
- Cozi Zuehlsdorff[101]